# Pallikonda
Pallikonda es una ciudad y nagar Panchayat situada en el distrito de Vellore en el estado de Tamil Nadu (India). Su población es de 23067 habitantes (2011). Se encuentra a 24 km de Vellore y a 164 km de Chennai.

## Demografía
Según el censo de 2011 la población de Pallikonda era de 23067 habitantes, de los cuales 11388 eran hombres y 11679 eran mujeres. Pallikonda tiene una tasa media de alfabetización del 84,85%, superior a la media estatal del 80,09%: la alfabetización masculina es del 90,54%, y la alfabetización femenina del 79,33%.